# NGC 7504
NGC 7504 é uma estrela na direção da constelação de Pegasus. O objeto foi descoberto pelo astrônomo Albert Marth em 1864, usando um telescópio refletor com abertura de 48 polegadas. 